# 比斯特里齊亞-吉爾西卡
49°15′18″N 23°13′39″E / 49.25500°N 23.22750°E
比斯特里齊亞-吉爾西卡（烏克蘭語：Бистриця-Гірська），是烏克蘭的村落，位於該國西部利沃夫州，由德羅霍貝奇區負責管轄，始建於1250年，面積21.21平方公里，海拔高度572米，2001年人口251，人口密度每平方公里11.84人。	